# Geraecormobius nanus
Geraecormobius nanus is een hooiwagen uit de familie Gonyleptidae.